# 詹姓
詹姓為中文姓氏之一，在《百家姓》中排名第254位。(2015年人口普查為第152大姓。)

## 起源
得姓始祖：詹文侯。詹姓出自姬姓，為周文王之後。周宣王時，封其支子於詹（今地不詳），建立詹國，為侯爵，史稱詹文侯，其後世襲為了卿大夫。
文侯在周幽王時任少師，見幽王寵愛褒姒，玩物喪志，遂辭職返回自己的封地。後來幽王烽火戲諸侯，導致亡國之禍，自己也命喪黃泉。而詹文侯雖然是幽王的庶兄，卻明哲保身，毫髮無損，其子孫也得以成功逃過一劫。
幽王滅國後，文侯輔佐幽王之後繼位為（東周）平王，封為輔國公，封邑於詹，世襲爵位。其第四子世襲爵位後，指城為姓。故後世子孫尊其為詹姓得姓始祖。
另喜帖開頭為何寫“謹詹於”的原因是，詹侯個性嚴謹，言出必行，時稱有詹乃有國，有國必有詹。因此世人以「詹」做為「鄭重約定」的意思。「謹詹於」解釋為「恭謹、鄭重的定在（某日）」，即便地老天荒，也不會改變婚姻誓言。
第二個典故，可見於康熙字典。楚有官名為「詹尹」，即管理占卜命理相關事項之人。「詹」通同「占」。因此「謹詹於」應解釋為「經過恭謹的向上天祝禱、占示，將日期定於（某日）」

## “占姓”
中国大陆推行二簡字後，有很多人為了书写方便，将“詹”写为“占”，造成混淆，產生兩個姓氏同時使用的情形，如中國著名举重运动员占旭刚，但1986年中国將二簡字廢除後，卻無更正，一如蕭姓、肖姓。有鑑於此，最近中華詹氏經濟文化交流協會開會研商，並形成共識，共同呼籲所有占姓宗親儘快改回詹姓。

## 目前聚居地区
- 福建省宁德市的福安市
- 辽宁省盘锦市的大洼县
- 广东省潮州市的饶平县北部山区
- 广东省揭阳市的普宁市里湖镇竹林村、松溪村两个村委会下辖各自然村
- 河南省信阳市洋河乡的关湾村
- 台灣台北市北投區陽明山
- 台灣新北市坪林區
- 台灣新北市樹林區
- 台灣新北市三峽區
- 台灣苗栗縣卓蘭鎮
- 台灣台中市東勢區
- 台灣桃園市楊梅區
- 台灣桃園市中壢區
- 台灣桃園市龜山區
- 台灣彰化縣竹塘鄉
- 台灣花蓮縣鳳林鎮
- 台灣新竹縣新豐鄉
- 江西省九江市都昌县

## 延伸阅读
[在维基数据编辑]
 《百家姓》
 《欽定古今圖書集成·明倫彙編·氏族典·詹姓部》，出自陈梦雷《古今圖書集成》
 《欽定古今圖書集成·明倫彙編·氏族典·占姓部》，出自陈梦雷《古今圖書集成》